# Zagłębie Lubin 2015-2016
Questa voce raccoglie le informazioni riguardanti lo Zagłębie Lubin nelle competizioni ufficiali della stagione 2015-2016.

## Rosa
| N. |                               | Ruolo | Calciatore               |
| -- | ----------------------------- | ----- | ------------------------ |
| 1  | Slovacchia (bandiera)         | P     | Martin Polaček           |
| 2  | Polonia (bandiera)            | D     | Maciej Dąbrowski         |
| 3  | Serbia (bandiera)             | D     | Đorđe Čotra              |
| 4  | Macedonia del Nord (bandiera) | D     | Aleksandar Todorovski    |
| 5  | Polonia (bandiera)            | D     | Jarosław Jach            |
| 7  | Polonia (bandiera)            | C     | Krzysztof Janus          |
| 8  | Polonia (bandiera)            | C     | Sebastian Bonecki        |
| 9  | Polonia (bandiera)            | A     | Arkadiusz Woźniak        |
| 11 | Polonia (bandiera)            | C     | Konrad Andrzejczak       |
| 12 | Polonia (bandiera)            | P     | Konrad Forenc (capitano) |
| 13 | Polonia (bandiera)            | C     | Karol Żmijewski          |
| 14 | Polonia (bandiera)            | C     | Łukasz Janoszka          |
| 15 | Polonia (bandiera)            | C     | Adrian Błąd              |

| N. |                       | Ruolo | Calciatore              |
| -- | --------------------- | ----- | ----------------------- |
| 16 | Polonia (bandiera)    | C     | Paweł Żyra              |
| 17 | Polonia (bandiera)    | C     | Adrian Rakowski         |
| 19 | Polonia (bandiera)    | C     | Filip Jagiełło          |
| 20 | Polonia (bandiera)    | C     | Jarosław Kubicki        |
| 21 | Polonia (bandiera)    | D     | Maciej Kowalski-Haberek |
| 22 | Polonia (bandiera)    | A     | Eryk Sobków             |
| 24 | Polonia (bandiera)    | D     | Jakub Tosik             |
| 26 | Polonia (bandiera)    | A     | Krzysztof Piątek        |
| 27 | Rep. Ceca (bandiera)  | A     | Michal Papadopulos      |
| 28 | Polonia (bandiera)    | C     | Łukasz Piątek           |
| 33 | Slovacchia (bandiera) | D     | Ľubomír Guldan          |
| 55 | Polonia (bandiera)    | D     | Damian Zbozień          |
| 90 | Slovacchia (bandiera) | C     | Ján Vlasko              |